# رضوان حروفي
رضوان حروفي (مواليد 30 يوليو 1981، أزرو) عداء مغربي متخصص في ركض المسافات الطويلة، يتنافس في سباق الطرقات، بما في ذلك الماراثون.

## مسيرته
قام بتمثيل بلده لأول مرة في بطولة العالم للعدو الريفي، حيث شارك في سباقات المبتدئين في عامي 1999 و2000.
حلّ في المركز السادس في مسافة 1500 متر في بطولة العالم للناشئين لألعاب القوى 2000. احتل المرتبة العاشرة في بطولة العالم لنصف الماراثون 2003، حيث قاد المغرب إلى المركز الرابع في تصنيفات فرق الرجال.
سنة 2006، فاز في سباق Parelloop الذي يقام في هولندا. في 6 أبريل 2008، فاز بسباق Cherry Blossom 10-Mile في واشنطن العاصمة، واحتفظ بلقبه في 5 أبريل 2009. فاز بسباق Bolder Boulder مرتين متتاليتين في عامي 2007 و2008.
فاز بسباق Boilermaker Road في أوتيكا (نيويورك)، وكذلك بسباق Azalea Trail Run في ذلك العام. جاء في المركز التاسع في ماراثون شيكاغو 2010.
تم ثبوت تعاطي حروفي لمُنشط إريثروبويتين خلال مشاركته في ماراثون لوس أنجلوس في 17 مارس 2013، وحُكم عليه بمنع لمدة عامين من المنافسة.

## روابط خارجية
- رضوان حروفي على موقع الاتحاد الدولي لألعاب القوى (الإنجليزية)